# Anna (Pisaniidae)
Anna là một chi ốc biển, là động vật thân mềm chân bụng sống ở biển trong họ Pisaniidae.

## Các loài
Theo Cơ sở dữ liệu sinh vật biển (WoRMS), các loài sau đây được ghi nhận trong chi Anna:
- †Anna massena Risso, 1826 (nomen dubium)

Đồng nghĩa
- Anna assimilis (Reeve, 1846): synonym of Aplus assimilis (Reeve, 1846)
- Anna capixaba Coltro & Dornellas, 2013: synonym of Ameranna capixaba (Coltro & Dornellas, 2013)
- Anna dorbignyi (Payraudeau, 1826): synonym of Aplus dorbignyi (Payraudeau, 1826)
- Anna florida Garcia, 2008: synonym of Ameranna florida (Garcia, 2008)
- Anna goncalvesi (Coltro, 2005): synonym of Engina goncalvesi Coltro, 2005
- Anna marijkae (De Jong & Coomans, 1988): synonym of Ameranna milleri (Nowell-Usticke, 1959)
- Anna milleri (Nowell- Usticke, 1959): synonym of Ameranna milleri (Nowell-Usticke, 1959)
- Anna royalensis Watters, 2009: synonym of Ameranna royalensis (Watters, 2009)
- Anna scabra (Locard, 1886): synonym of Aplus scaber (Locard, 1891)
- Anna willemsae (De Jong & Coomans, 1988): synonym of Ameranna willemsae (De Jong & Coomans, 1988)